# Золотой Дюк (фестиваль)
«Золото́й Дюк» — кинофестиваль, проводившийся в СССР в Одессе. Назван по имени дюка де Ришельё, первого градоначальника Одессы.
Явился продолжением кинофестиваля «Одесская альтернатива», проведённого в 1987 году. Переименование «Одесской альтернативы» в «Золотой Дюк» повлекло за собой и изменение статуса этого смотра, который определялся как «Всесоюзный кинофестиваль с международным участием».

## История
Первый фестиваль «Золотой Дюк» прошёл в 1988 году, позиционировался как фестиваль с участием массового советского киноискусства. Инициатором, создателем и президентом кинофестивалей «Одесская альтернатива» и «Золотой Дюк» был
Станислав Говорухин, председатель Одесского отделения Союза кинематографистов СССР. По предложению Станислава Говорухина генеральным директором кинофестиваля в 1988 году был Коваленко, Юрий Васильевич.
В то перестроечное время кинофестиваль был ярким событием в общественной жизни СССР, переживающего очередной перелом в своей истории. Апофеозом общественной активности участников и гостей «Золотого Дюка» становится история с обращением «К деятелям культуры», авторы которого призывают осудить деятельность антиперестроечных и националистических сил, создать Народный фронт в поддержку Перестройки. Текст подписывают двадцать девять человек; из звёзд фестиваля отказываются это сделать только Виктор Цой, своё решение не мотивирующий, и Никита Михалков, замечающий, что «ставит подпись только на кредитных карточках».
Через три года детище Станислава Говорухина ушло в историю по причине распада СССР. В 1994 году Марк Рудинштейн взялся реанимировать кинофестиваль, в результате его переговоров с руководством города возникла общественная организация «Группа компаний „Золотой Дюк“», но данная попытка не принесла успеха.
В 2003 году в Одессе был проведён праздник кино «Эхо „Золотого Дюка“», посвящённый четырём событиям: 100-летию одесского кино, 15-летию создания фестиваля «Золотой Дюк», Дню рождения Одессы и Году России на Украине. Но праздник, закончившись скандалом, так и не состоялся.
В 2010 году в Одессе появился совершенно новый международный кинофестиваль — Одесский международный кинофестиваль. В качестве главного приза, чтобы подчеркнуть преемственность поколений, организаторы нового кинофорума оставили статуэтку «Золотой Дюк» — несколько видоизменённую копию приза, некогда созданную для фестиваля «Золотой Дюк» одесским скульптором Михаилом Ревой.

## 1988
Фестиваль прошел с 10 по 17 сентября.
Председатель жюри: Эльдар Рязанов.
- Фонтан (Ленфильм, 1988), режиссёр Юрий Мамин — Гран-при, Приз критики, Приз киноклубов.
- Игла (Казахфильм, 1988), режиссёр Рашид Нугманов — Приз киноклубов в конкурсе «Особый взгляд».
- Воры в законе (Киностудия имени М. Горького, 1988), режиссёр Юрий Кара — Приз жюри «Три „К“» («конъюнктура, коммерция, кич»).

## 1990
- Паспорт (1990), режиссёр Георгий Данелия — Гран-при.

## 1994
- Выкуп (1994), режиссёр Владимир Балкашинов — Приз зрительских симпатий.

## Золотой Дюк-Уточ-Кино
Позже один из участников Джентльмен-шоу, Владислав Царёв, создал сеть кинотеатров и назвал её «Золотой дюк». В сеть включили и кинотеатр «Золотой дюк».